# Шипуватська сільська рада
Шипува́тська сільська́ ра́да — адміністративно-територіальна одиниця та орган місцевого самоврядування в Великобурлуцькому районі Харківської області. Адміністративний центр — село Шипувате.

## Загальні відомості
- Шипуватська сільська рада утворена в грудні 1917 року.
- Територія ради: 89,66 км²
- Населення ради: 1 689 осіб (станом на 2001 рік)
- Територією ради протікає річка Сіверський Донець.

## Населені пункти
Сільській раді підпорядковані населені пункти:
- с. Шипувате
- с. Веселе
- с. Нестерівка
- с. Середній Бурлук
- с-ще Шипувате
- с. Шляхове

## Склад ради
Рада складається з 16 депутатів та голови.
- Голова ради: Іванова Валентина Сергіївна
- Секретар ради: Демченко Тетяна Михайлівна

### Керівний склад попередніх скликань
| Прізвище, ім'я, по батькові | Основні відомості                                                                       | Дата обрання | Дата звільнення |
| --------------------------- | --------------------------------------------------------------------------------------- | ------------ | --------------- |
| Іванова Валентина Сергіївна | Сільський голова, 1955 року народження, освіта середня спеціальна, позапартійна         | 26.03.2006   | 31.10.2010      |
| Іванова Валентина Сергіївна | Сільський голова, 1955 року народження, освіта середня спеціальна, член Партії регіонів | 31.10.2010   |                 |

Примітка: таблиця складена за даними сайту Верховної Ради України

### Депутати
За результатами місцевих виборів 2010 року депутатами ради стали:

#### За суб'єктами висування
| Суб'єкт висування | Кількість обраних депутатів | %    |
| ----------------- | --------------------------- | ---- |
| Партія регіонів   | 15                          | 93,8 |
| Самовисування     | 1                           | 6,3  |

#### За округами
| № округу        | Прізвище, ім'я, по батькові        | Дата визнання обраним | Освіта             | Партійна приналежність | Відомості про обраного депутата        |
| --------------- | ---------------------------------- | --------------------- | ------------------ | ---------------------- | -------------------------------------- |
| Партія регіонів |                                    |                       |                    |                        |                                        |
| 1               | Бєлік Любов Степанівна             | 03.11.2010            | середня спеціальна | член Партії регіонів   | ТОВ"Зоря", головний бухгалтер          |
| 2               | Оганісян Карен Хачикович           | 03.11.2010            | вища               | член Партії регіонів   | ТОВ «Колос Шипувате», директор         |
| 3               | Різніченко Любов Володимирівна     | 03.11.2010            | середня            | член Партії регіонів   | тимчасово не працює                    |
| 4               | Кожушенко Тетяна Григорівна        | 03.11.2010            | вища               | член Партії регіонів   | Управління пенсійного фонду, начальник |
| 5               | Пристенський Валерій Миколайович   | 03.11.2010            | середня спеціальна | член Партії регіонів   | ТОВ"Зоря", завідувач гаражу            |
| 6               | Безхутрий Володимир Миколайович    | 03.11.2010            | вища               | член Партії регіонів   | ПП Безхутрий В. М., керівник           |
| 7               | Демченко Тетяна Михайлівна         | 03.11.2010            | вища               | член Партії регіонів   | Шипуватська сільська рада, секретар    |
| 9               | Завалєй Сергій Михайлович          | 03.11.2010            | середня спеціальна | член Партії регіонів   | ТОВ"Зоря", комірник                    |
| 10              | Трихліб Наталя Юріївна             | 03.11.2010            | вища               | член Партії регіонів   | ТОВ"Зоря", економіст                   |
| 11              | Житник Володимир Станіславович     | 03.11.2010            | середня            | член Партії регіонів   | ТОВ"Зоря", бригадир                    |
| 12              | Попов Володимир Іванович           | 03.11.2010            | вища               | член Партії регіонів   | ТОВ"Зоря", директор цегельного заводу  |
| 13              | Віцота Любов Сергіївна             | 03.11.2010            | вища               | член Партії регіонів   | пенсіонер                              |
| 14              | Колесник Сергій Іванович           | 03.11.2010            | середня            | член Партії регіонів   | ТОВ"Зоря", бригадир                    |
| 15              | Бірюкова Любов Євгеніївна          | 03.11.2010            | середня            | член Партії регіонів   | ТОВ"Зоря", продавець                   |
| 16              | Пристенський Володимир Миколайович | 03.11.2010            | середня спеціальна | член Партії регіонів   | ТОВ"Зоря", бригадир                    |
| Самовисування   |                                    |                       |                    |                        |                                        |
| 8               | Соловей Людмила Іванівна           | 03.11.2010            | середня спеціальна | позапартійна           | ПП Соловей, керівник                   |